# 페이트/그랜드 오더
《Fate/Grand Order》(한국어: 페이트/그랜드 오더, 일본어: フェイト・グランドオーダー)는 Fate 시리즈의 일종으로, DELiGHTWORKS(이후 라센글)와 TYPE-MOON이 개발한 롤플레잉 게임이다.

## 미디어 믹스

### 만화
만화로 알아보는! FGO

### 애니메이션
《Fate/Grand Order -퍼스트 오더-》
극장판
《Fate/Grand Order -문라이트 로스트룸-》
극장판
《Fate/Grand Order -절대마수전선 바빌로니아-》
TV 시리즈
《Fate/Grand Order -신성원탁영역 카멜롯-》
《Fate/Grand Order -종국특이점 관위시간신전 솔로몬-》
극장판
《Fate/Grand Carnival》
OVA

## 사건사고

### 트럭 시위

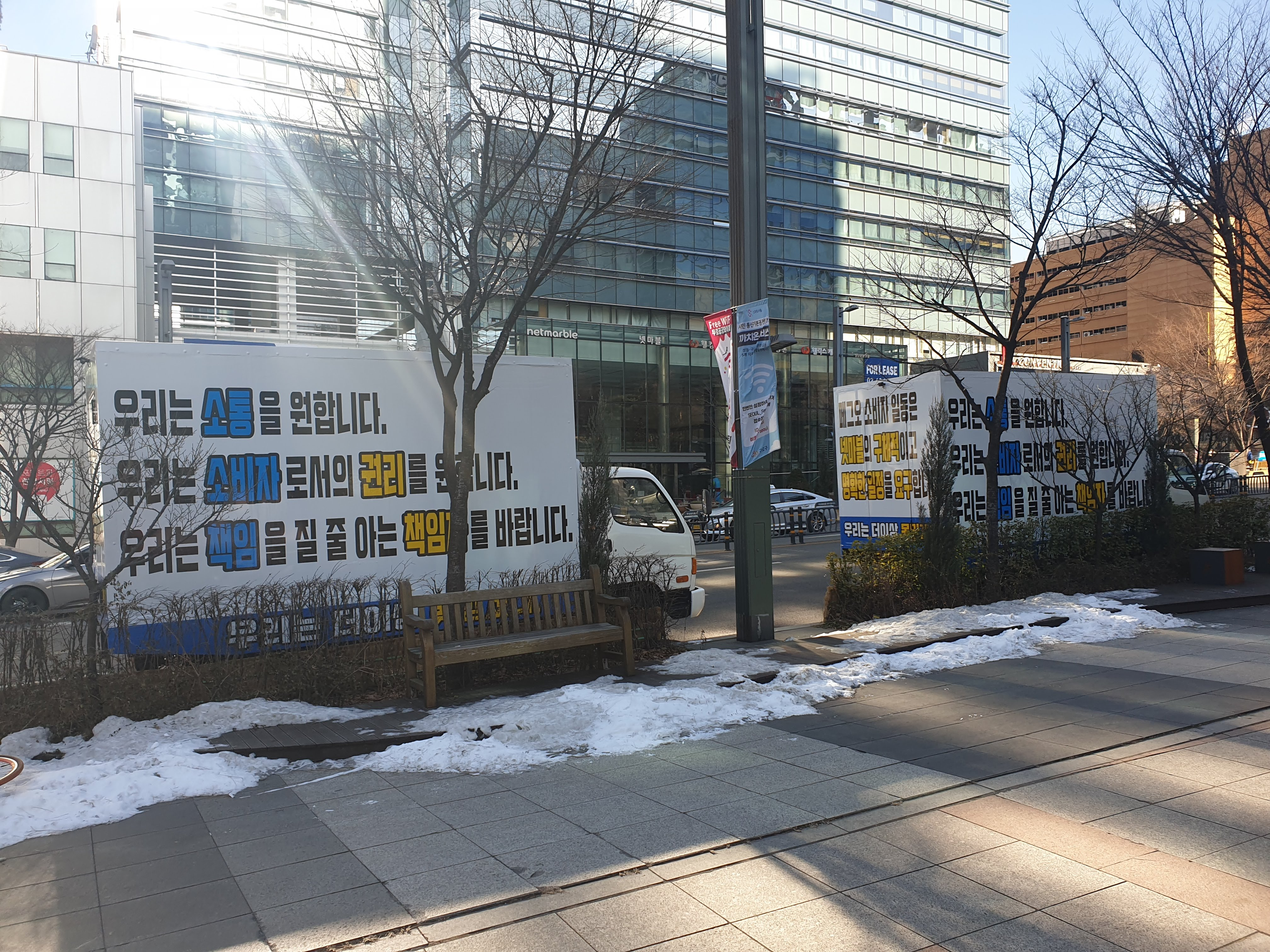
페이트 그랜드 오더 운영 방침에 항의하기 위해 넷마블 본사 앞에 배치된 트럭 시위

2021년 1월 1일부터 대한민국의 페이트 그랜드 오더 유저들이 '2021 신년 스타트 대시 캠페인' 이벤트 중단에 항의하기 위해 시위하고 있다.